# Adoxophyes privatana
Adoxophyes privatana es una especie de polilla del género Adoxophyes, tribu Archipini, subfamilia Tortricinae.

## Distribución
Se distribuye por India.

## Taxonomía
Fue descrita por Francis Walker en 1863 y publicada en List of the Specimens of Lepidopterous Insects in the Collection of the British Museum 28: 320.